# ویلی و لوبو
ویلی و لوبو (انگلیسی: Willie & Lobo) نام یک گروه دونفرهٔ موسیقی است که در گسترهٔ وسیعی از سبک‌های موسیقی فعالیت دارد.
این گروه متشکل از نوازندهٔ آمریکاییِ ویولن، «ویلی رویال» (زادهٔ شهر ال پاسو در ایالت تگزاس) و نوازندهٔ آلمانیِ گیتار «ولفگانگ فینک» (زادهٔ شهر تایزندورف در ایالت بایرن) است و ایندو در کشور مکزیک و زمانی که هر دو در «رستوران ماما میا» در شهر سان میگل د آلنده نوازندگی می‌کردند، با هم آشنا شدند.
آلبوم «جیپسی بوگالو» ی آنها در سال ۱۹۹۳، به مدت ۱۷ هفته در «جدول بیلبورد موسیقی ملل» باقی ماند که از این مدت، ۱۰ هفته‌اش در رتبهٔ دوم بود. همچنین آلبوم «زامبرا» ی آنان، در سال ۲۰۰۶ میلادی به مدت ۳ هفته در «جدول بیلبورد آلبوم موسیقی نیو ایج» باقی بود و به رتبهٔ چهارم آن دست یافت.